# Amor desigual
Amor desigual es una pintura de 1631 de la pintora del Siglo de Oro holandés Judith Leyster. Se encuentra en la colección de la Galería Nacional de Arte Antiguo de Roma.

La pintura muestra el tema de la pareja desigual, un tema popular en el arte del Renacimiento y el Barroco, aunque es más habitual que la proposición sea de un hombre maduro o anciano a una joven cortesana, no una anciana a un hombre joven. El tema generalmente muestra al hombre ofreciendo a la mujer un monedero lleno de dinero a cambio de sus favores. Ejemplos más tempranos de la escuela de Haarlem y que se basan en ejemplos flamencos anteriores son:

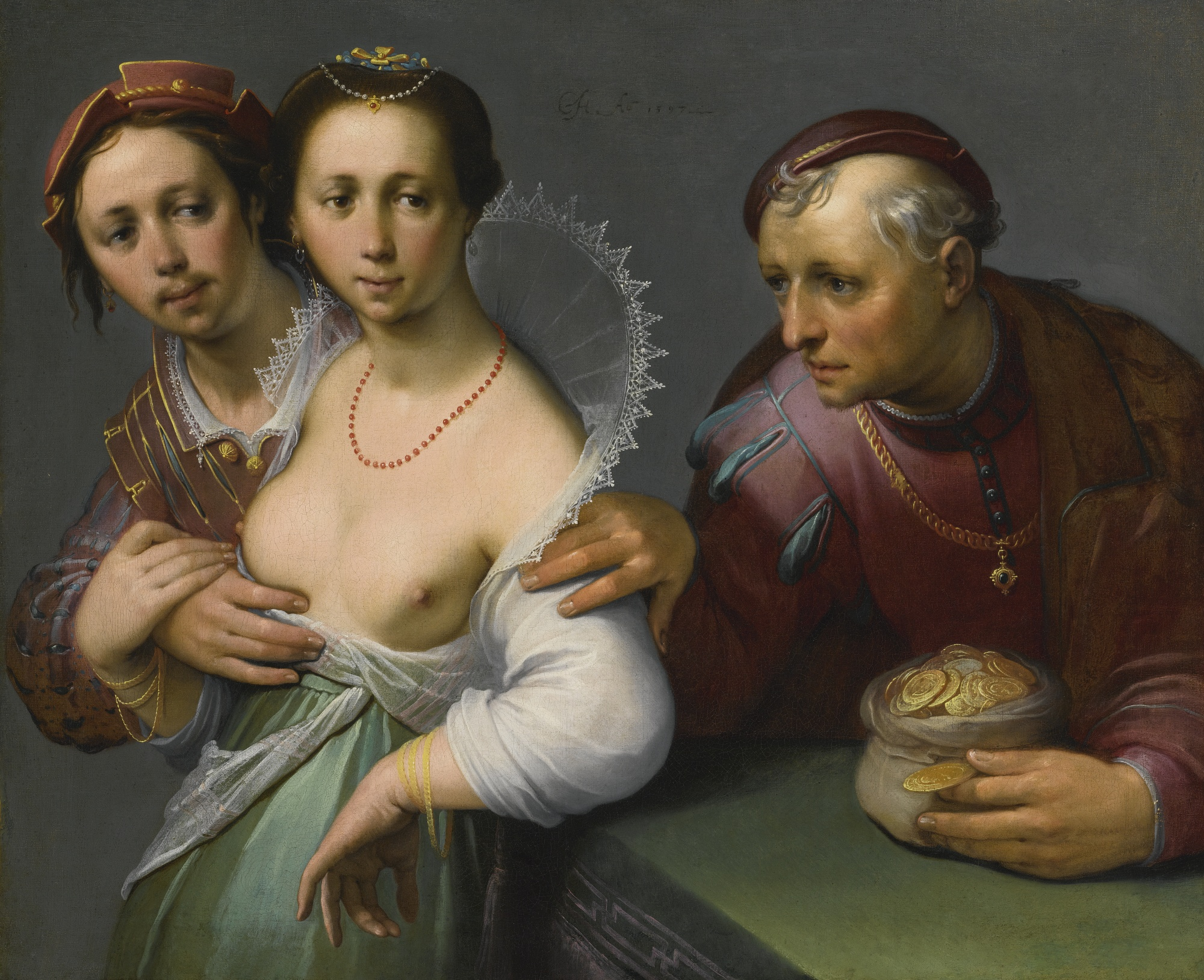
Cornelis van Haarlem, aquí un proxeneta muestra los encantos de la prostituta al cliente, 1597.
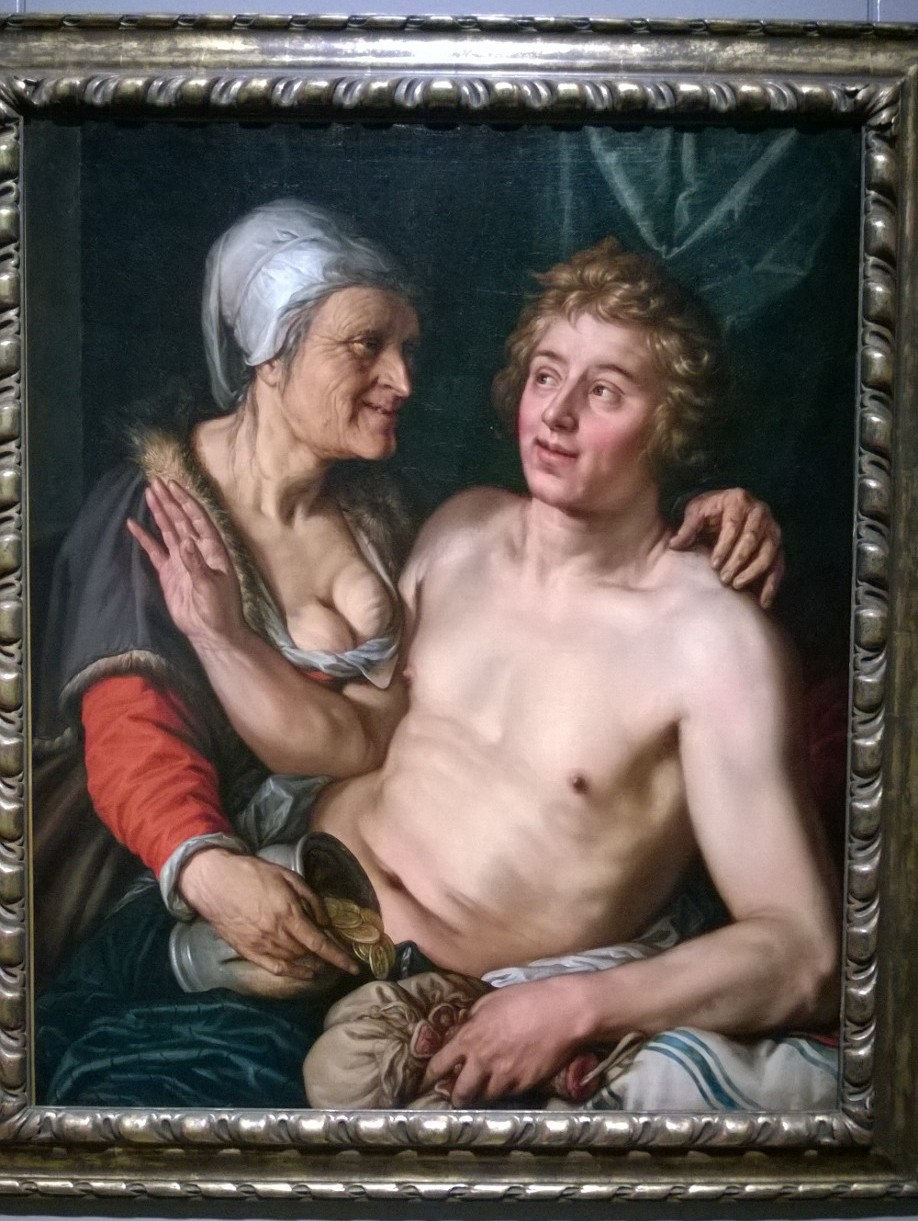
Hendrick Goltzius, una vieja atrae a un mancebo deslizando en su regazo las monedas, 1614.
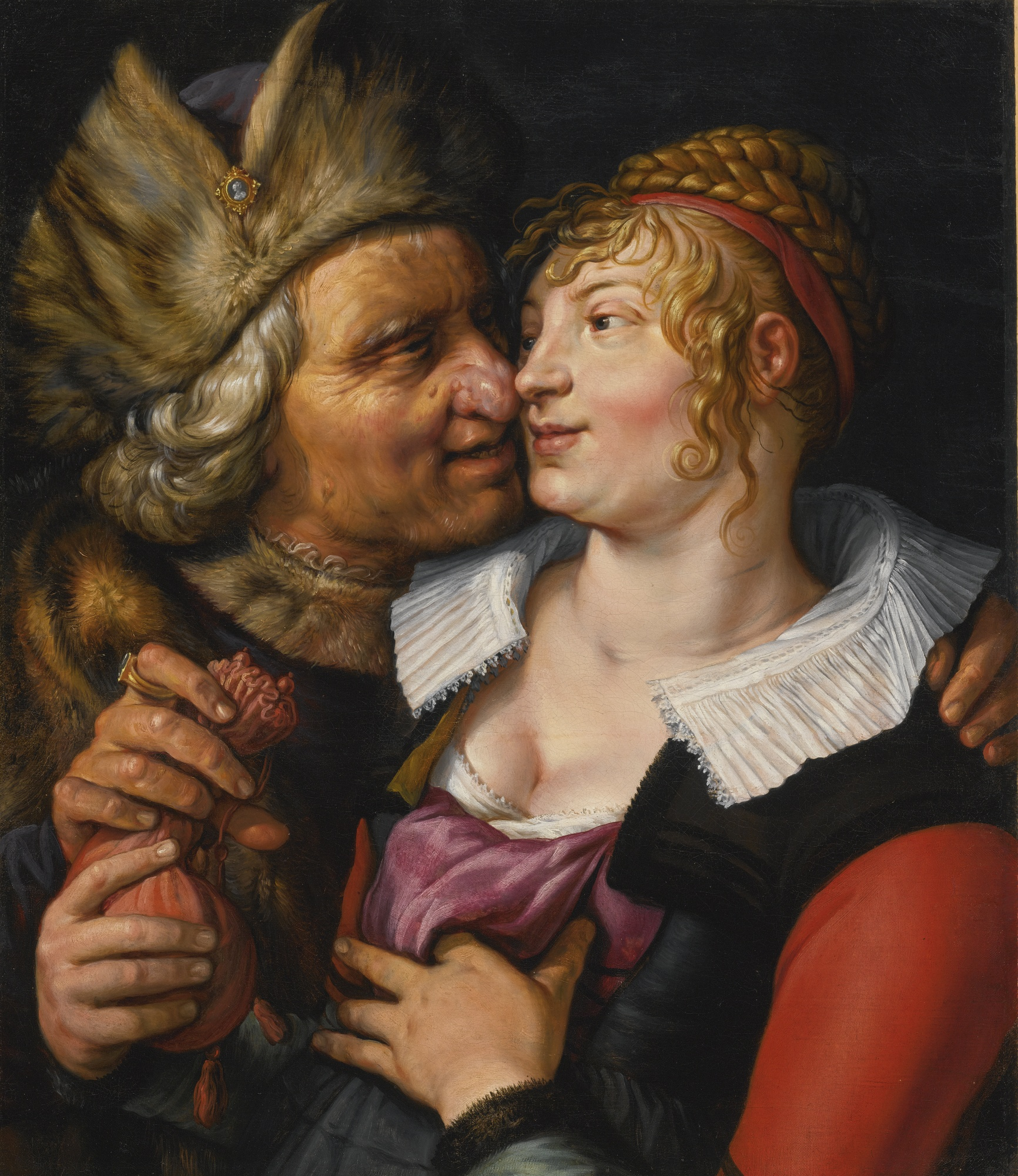
Hendrick Goltzius, c. 1615.
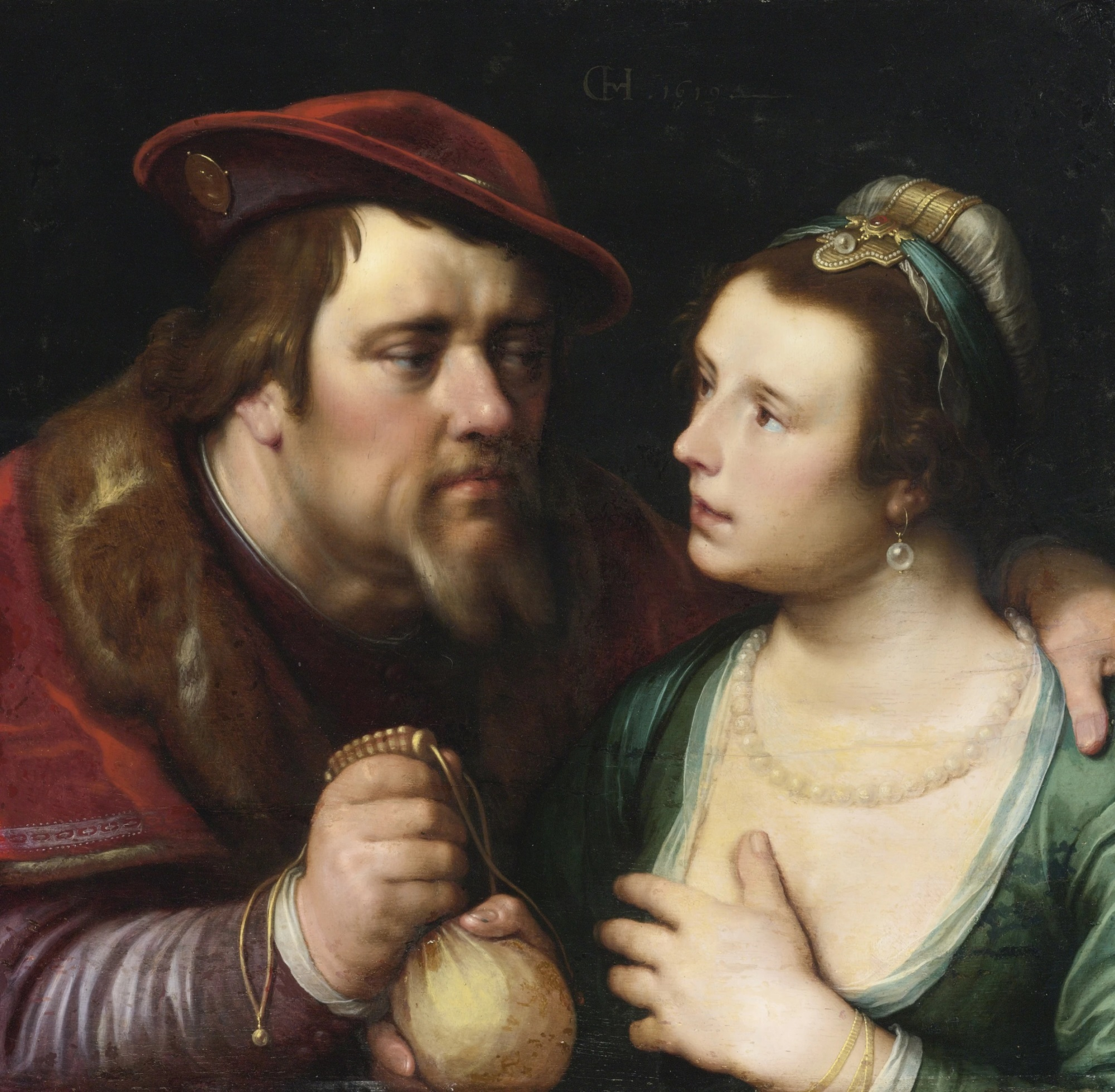
Cornelis van Haarlem, 1619.

Esta pintura ciertamente sigue esta tradición, a diferencia de la obra de Leyster mucho más ambigua La proposición, también datada el mismo año. Aquí aparece un joven de perfil sentado en una silla de madera sencilla con las piernas cruzadas y tocando un laúd, girando la cabeza hacia el espectador con gesto inquisitivo. Detrás una mujer mayor sujeta un monedero de dinero y ofrece al músico un anillo con la otra, lo que sugiere una propuesta matrimonial. Ambos están vestidos con ropa sencilla campesina, pero sobre la mesa hay un segundo monedero y monedas de oro están extendidas como para contarlas sacadas de una caja con decoraciones de metal, que parece contradecir la sencillez de las figuras. En un pequeño taburete de tres patas descansa un candelero, pero la vela está apagada. Se alinea con las monedas, sugiriendo que en vez del "fuego del amor" solo hay interés en el dinero.

La pose del hombre inclinado hacia atrás en la silla es muy utilizada por el maestro de Leyster, Frans Hals, y las piernas del músico pueden ser vistas en el trabajo del futuro marido de Leyster, Jan Miense Molenaer. Quizás el laúd era suyo ya que aparece en obras de ambos.

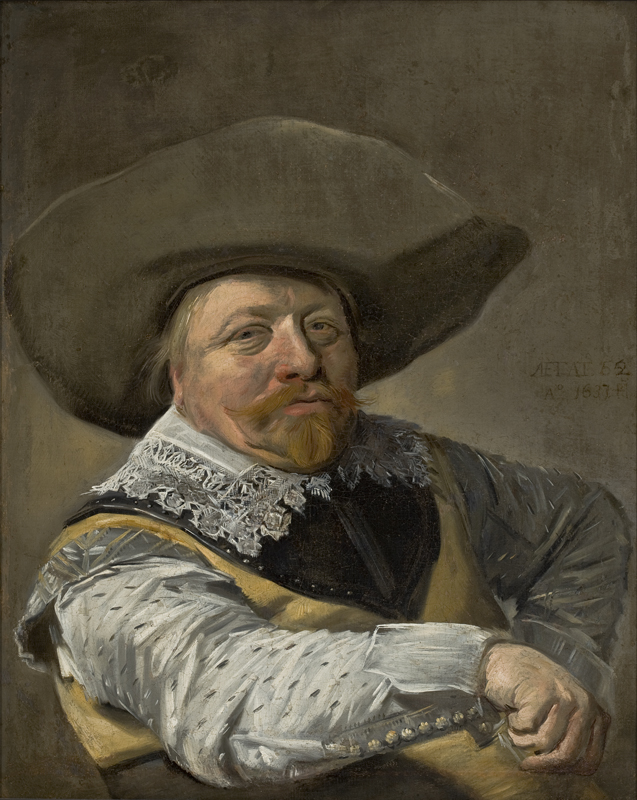
Hombre apoyado en el reposabrazos de una silla, 1631, de Frans Hals.
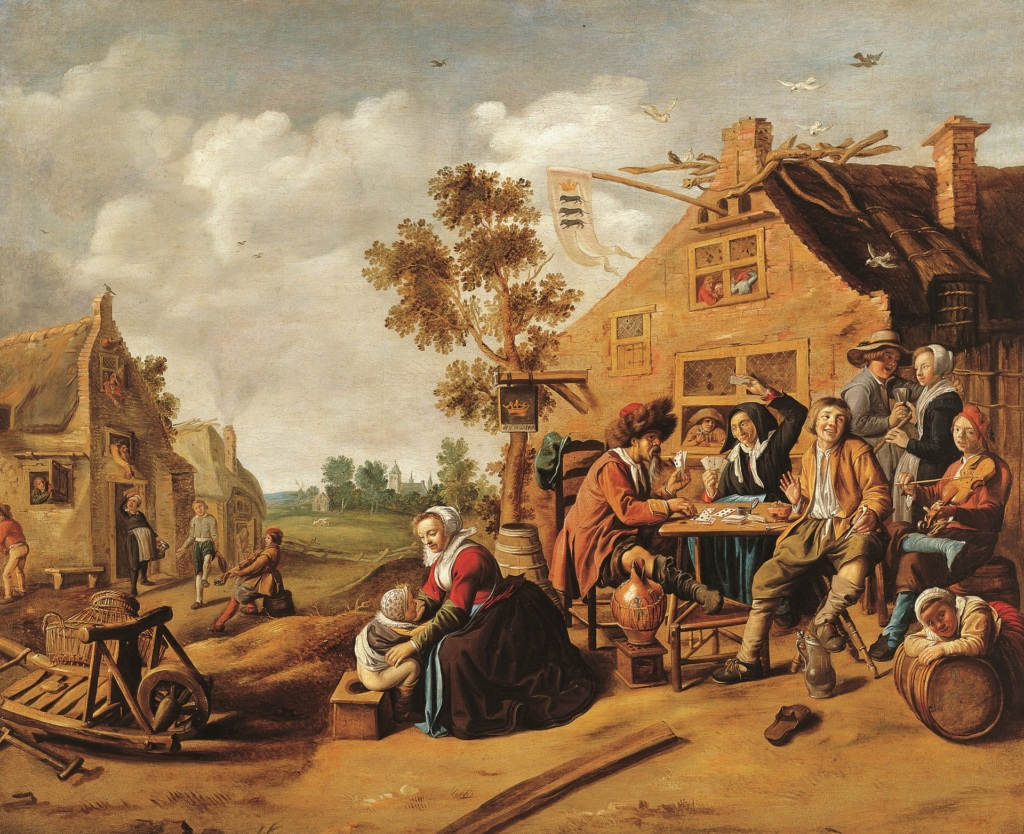
Fiesta en la posada llamada 'De Kroon', 1630, de Molenaer.
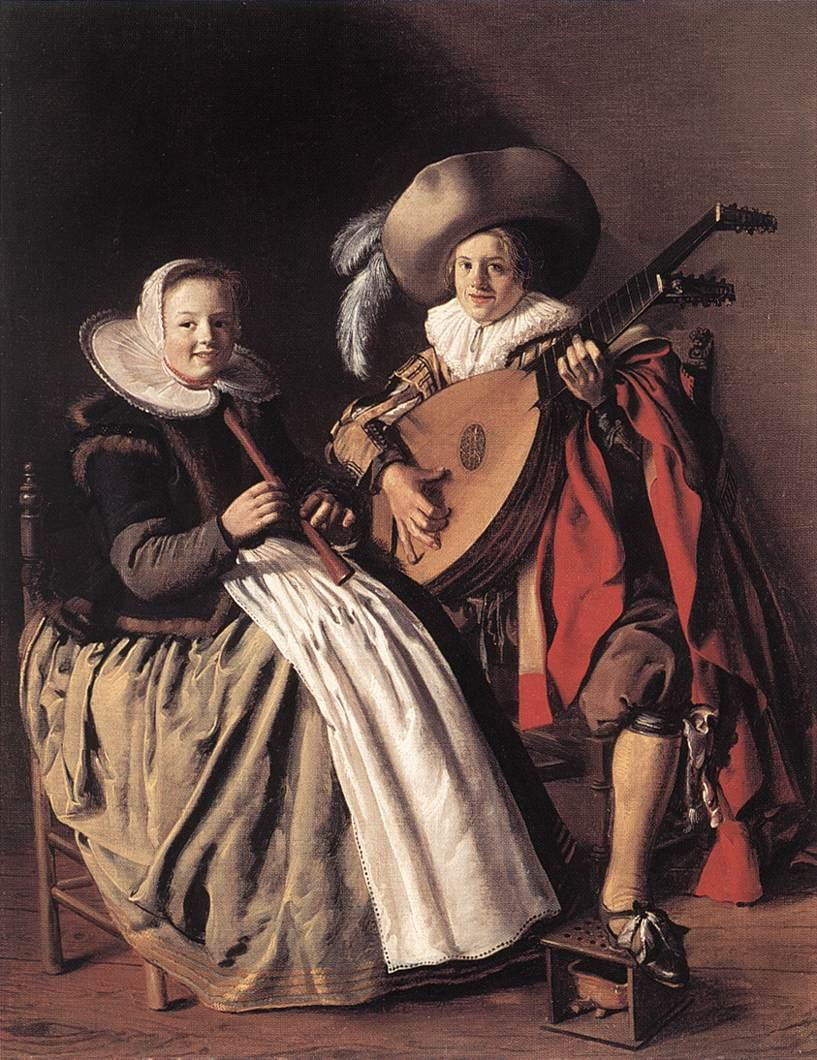
El dúo, 1630, Molenaer.
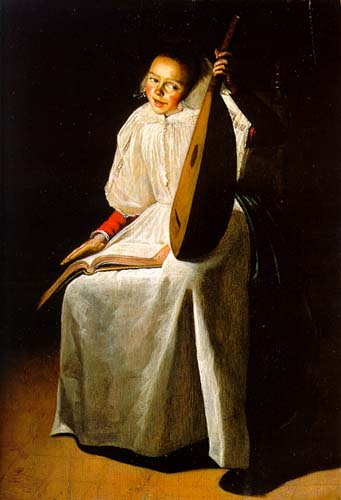
Una mujer joven con un laúd, 1631, Leyster.

## Título anteriorEl tañedor de laúd

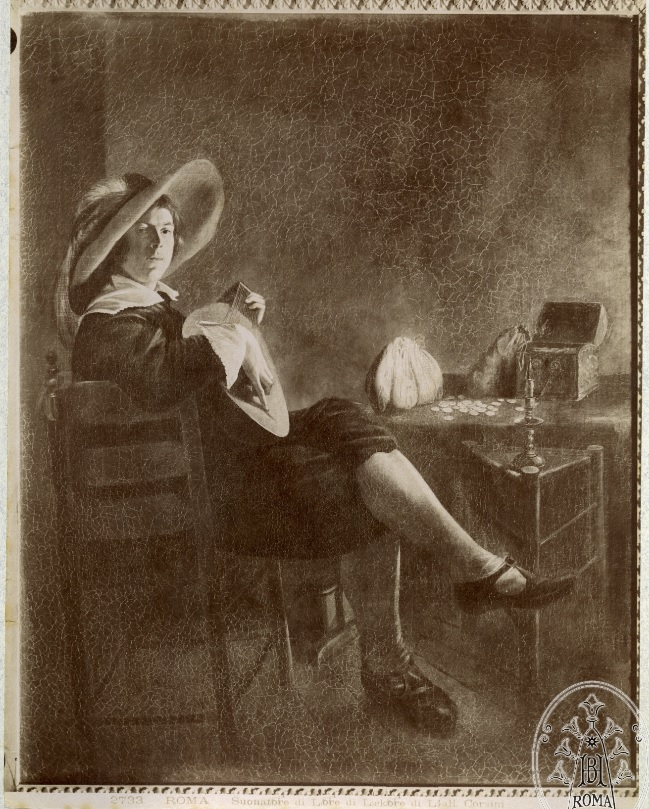
El tañedor de laúd, foto circa 1944, Bildindex

La pintura fue catalogada por Juliane Harms en 1937 como Lautenspieler (Tañedor de laúd) y lo clasificó como uno de los "retratos" íntimos de Leyster. La pose informal del músico sugiere intimidad, especialmente considerando que la figura femenina no era visible en absoluto cuando Harms vio el cuadro. En algún momento fue cubierta y solo fue descubierta durante una restauración después de la Segunda Guerra Mundial, recuperando la obra su aspecto original. Bildindex todavía conserva una imagen de la pintura en su estado anterior a la restauración.